# European Physical Society
European Physical Society (EPS) er non-profit forening, der arbejder for fysik og fysikere i Europa. Foreningen blev grundlagt i 1968, og dens medlemmer tæller 42 nationale fysikerforeninger samt omkring 3.200 individuelle medlemmer.
En af EPS's hovedaktiviteter er internationale konferencer, hvor de fx organiserer Europhysics Conference og sponsorerer International Conference of Physics Students

## Formænd
- 2019–nu: Petra Rudolf (Tyskland)
- 2017–19: Rüdiger Voss (Tyskland)
- 2015–17: C. Rossel (Schweiz)
- 2013–15: John M. Dudley (Frankrig)
- 2011–13: Luisa Cifarelli (Italien)
- 2009–11: M. Kolwas (Polen)
- 2007–9: Friedrich Wagner (Tyskland)
- 2005–7: O. Poulsen (Danmark)
- 2003–5: M.C.E. Huber (Schweiz)
- 2001–3: M. Ducloy (Frankrig)
- 1999–2001: Arnold Wolfendale (Storbritannien)
- 1997–99: Denis Weaire (Irland)
- 1995–97: Herwig Schopper (Tyskland)
- 1993–95: N. Kroo (Ungarn)
- 1991–93: Maurice Jacob (Schweiz)
- 1988–91: R.A. Ricci (Italien)
- 1986–88: W. Buckel (Tyskland)
- 1984–86: G.H. Stafford (Storbritannien)
- 1982–84: Jacques Friedel (Frankrig)
- 1980–82: A.R. Mackintosh (Danmark)
- 1978–80: Antonino Zichichi (Italien)
- 1976–78: I. Ursu (Rumænien)
- 1972–76: H.B.G. Casimir (Nederlandene)
- 1970–72: Erik Gustav Rydberg (Sverige)
- 1968–70: Gilberto Bernardini (Italien)